# Schastia
Schastia (tiếng Ukraina: Щастя) là một thành phố của Ukraina. Thành phố này thuộc tỉnh Luhansk. Thành phố này có diện tích ? km2, dân số theo điều tra dân số năm 2001 là 13770 người.